# ژورنال آر یو اس آی
ژورنال آر یو اس آی (انگلیسی: RUSI Journal) یک ژورنال دانشگاهی  بازبینی دقیق است که امور امنیت بین‌الملل و راهبرد نظامی را تحت پوشش قرار می‌دهد. این ژورنال در سال ۱۸۵۷ با عنوان ژورنال نهاد خدمات متحد پادشاهی تأسیس شد و در سال ۱۹۷۲ به نام فعلی تغییر یافت. ژورنال آر یو اس آی توسط روتلج به نمایندگی از مؤسسه خدمات متحد پادشاهی منتشر شده‌است.

## چکیده نویسی و نمایه سازی
این ژورنال در خدمات اطلاعاتی ابسکو، نمایه استنادی منابع نوظهور، پروکوئست، و اسکوپوس نمایه سازی و چکیده نویسی می‌شود.